# Улица Алексиначких рудара
| Улица Алексиначких рудара                                                      | Улица Алексиначких рудара  |
| ------------------------------------------------------------------------------ | -------------------------- |
|                                                                                |                            |
| Општина                                                                        | Нови Београд, Земун        |
| Стари називи                                                                   | Улица Георги Георгију Дежа |
|                                                                                |                            |
|                                                                                |                            |
| Улица Алексиначких рудара, раскрсница са улицом Палмира Тољатија, Нови Београд |                            |

Улица Алексиначких рудара налази се у новобеоградским блоковима 11б и 11ц, ГО Нови Београд, а делом и у ГО Земун.

## Траса
Траса улице Алексиначких рудара састоји се од неколико уличних сегмената укрштених под правим углом, у оквиру блокова 11б и 11ц, између улица Булевар маршала Толбухина, Палмира Тољатија, Кларе Цеткин и Булевара Николе Тесле. 

## Име улице
Улица је носила име Георги Георгију Дежа (1901-1965), генералног секретара КП Румуније до 1990. године.
Данас улица носи име Алексиначких рудара у знак сећања на 90 рудара који су трагично изгубили животе у несрећи која се догодила 17.11.1989. године у јами „Морава” Алексиначког рудника мрког угља. Страдали су од пожара, који је избио пошто су четворица њихових другова апаратом за аутогено заваривање секли део гвоздене шине. Деведесет породица остало је без најмилијих, а 132 деце без очева. Тадашња влада је годину после трагедије затворила овај рудник, иако је према неким проценама имао резерве веће од 30 милиона тона мрког угља, једног од најквалитетнијих у Србији. Од тада 300 запослених ради у јамама других рудника. Са рударима је умро и рудник. Више пута било је речи да се поново активира Алексиначки рудник, али засада није било конкретних акција.

## Значајни објекти
На броју 22 у улици налази се ОШ „Краљ Александар I“, на броју 34 налази се затворена пијаца Нови Београд (ТЦ Нови Београд), на броју 37 је Месна заједница Икарус, а поред тога, у улици се налазе продавнице, услужне делатности, кафићи, агенције, адвокатске канцеларије и др. 

## Саобраћај
Улицом Алексиначких рудара не пролазе возила градског превоза, али се везе са осталим деловима града остварују линијама ГСП−а које пролазе Булеваром маршала Толбухина (16, 81, 607, 612, 613, 711), Булеваром Михајла Пупина (16, 17, 73, 82, 83, 85, 88, 607, 610, 611, 612, 613, 711), и Булеваром Николе Тесле (15, 84, 704, 707).